# Горват, Александер
Александер Горва́т (чеш. Alexander Horváth; 28 декабря 1938, Мошовце, Турчьянске-Теплице — 31 августа 2022, Мошовце, Жилинский край) — чехословацкий футболист, игравший на позиции защитника, участник чемпионата мира 1970 года.

## Биография

### Клубная карьера
Горват начинал карьеру в клубе жилинское «Динамо», в котором он отыграл четыре сезона.
В 1963 году, Горват перешёл в братиславский «Слован», в составе которого закрепился в основе и стал капитаном команды. В составе «Слована» он стал чемпионом Чехословакии в 1970 году, выиграл два Кубка Чехословакии, а также в 1969 году выиграл Кубок обладателей кубков УЕФА, когда в финале со счётом 3:2 была обыграна испанская «Барселона».
В 1970 году, перешёл в бельгийский «Моленбек», в котором отыграл два сезона и завершил карьеру из-за травмы.

### Карьера в сборной
В составе сборной Чехословакии сыграл в основном составе два матча на чемпионате мира 1970 года; в этих матчах он был капитаном команды. Всего за сборную Чехословакии сыграл 26 матчей и забил 3 мяча.

### Карьера тренера
Работал главным тренером клубов «Моленбек» (1977—1979, 1987), «Сакарьяспор» (1988) и «Ла-Лувьер» (1991—1992).

### Смерть
Скончался 31 августа 2022 года, в возрасте 83 лет.

## Достижения
«Слован» (Братислава)
- Чемпион Чехословакии (1) : 1969/70
- Обладатель Кубка Чехословакии (2) : 1962/1963, 1967/1968
- Обладатель Кубка обладателей кубков УЕФА (1) : 1968/69